# Darling Lili
Pour plus de détails, voir Fiche technique et Distribution.
Darling Lili est un film d'espionnage musical américain réalisé en 1970 par Blake Edwards.

## Synopsis
Pendant la Première Guerre mondiale, la chanteuse anglaise Lili Smith est invitée à se produire en France pour supporter l'effort de guerre. Mais cette activité n'est qu'une habile couverture. Lili Schmidt est en fait une espionne allemande dont la mission consiste à jouer de ses charmes pour voler des secrets militaires. Avec professionnalisme, elle aborde sa nouvelle cible le Major Bill Larrabee, un as de l'aviation. Jusqu'à ce que l'amour... et la jalousie s'en mêlent.

## Fiche technique
- Titre original : Darling Lili
- Titre français : Darling Lili ou Mission pour une espionne[1]
- Réalisation : Blake Edwards
- Scénario : Blake Edwards et William Peter Blatty
- Photographie : Russell Harlan
- Montage : Peter Zinner
- Musique : Henry Mancini et Johnny Mercer (paroles)
- Chorégraphie : Hermes Pan
- Direction artistique : Fernando Carrere
- Décorateur de plateau : Reg Allen et Jack Stevens
- Costumes : Jack Bear et Donald Brooks
- Production : Blake Edwards, Owen Crump (producteur exécutif) et Ken Wales (producteur associé)
- Société de production : Geoffrey Productions
- Société de distribution : Paramount Pictures
- Pays de production :  États-Unis
- Langues originales : anglais, allemand
- Genre : Film musical
- Format : Couleur (Technicolor) - 35 mm - 2,35:1 - Son : mono
- Durée : 107 minutes
- Affiche pour la France : Yves Thos
- Dates de sortie :  
  - États-Unis : 24 juin 1970
  - France : 12 mai 1971

## Distribution
- Julie Andrews (VF : Éliane Thibault) : Lili Smith/Schmidt
- Rock Hudson (VF : Jean-Claude Michel) : le major William Larrabee
- Jeremy Kemp (VF : Jean Berger) : le colonel Kurt Von Ruger
- Lance Percival (en) (VF : Philippe Dumat) : T.C. Carstairs
- Michael Witney (VF : Francis Lax) : le lieutenant George "Youngblood" Carson
- Jacques Marin (VF : lui-même) : le capitaine Duvalle
- André Maranne (VF : lui-même) : le lieutenant Liggett
- Gloria Paul : Suzette Maldue dite "Crêpe Suzette"
- Bernard Kay (en) (VF : Georges Atlas) : Bedford, le chauffeur de Lili
- Doreen Keogh (en) (VF : Nicole Vervil) : Emma, la domestique de Lili
- Carl Duering (VF : Albert de Médina) : le général Kessler
- Vernon Dobtcheff (VF : Bernard Musson) : Otto Kraus
- Laurie Main (en) : un général français
- Louis Mercier : un général français
- Arthur Gould-Porter (en) : le sergent Wells
- Ingo Mogendorf (en) : le baron Manfred von Richthofen
- Yves Barsacq (VF : lui-même) (non crédité) : le général français renversé
- Jean Del Val (non crédité) : le maître d'hôtel
- Ray Saunders (non crédité) : le jongleur
- Rolfe Sedan (non crédité) : le régisseur français

## Autour du film
- Ce film fut nommé 3 fois pour la 43e cérémonie des Oscars pour ses costumes, sa musique composée par Henry Mancini ainsi que pour la chanson Whistling Away the Dark.